# Veternica
La Veternica, en serbe cyrillique Ветерница, est une rivière de Serbie. Sa longueur est de 75 km. Elle est un affluent gauche de la Južna Morava ; elle donne son nom à la vallée qu'elle traverse. 
La Veternica appartient au bassin de drainage de la mer Noire ; son propre bassin couvre une superficie de 515 km². Elle n'est pas navigable.

## Parcours
La Veternica prend sa source au mont Grot, au sud du massif de la Kukavica planina. Quatre petits ruisseaux se rejoignent au village de Vlase pour former la rivière. Elle prend la direction du nord et passe à Golemo Selo, Ostra Glava et Gagince, où elle coule en parallèle avec la Jablanica.
La Veternica oblique ensuite vers le nord-est et entre dans la vallée qui porte son nom. Cette petite région, située entre le mont Kukavica au sud et la région de la Jablanica au nord, est divisée en deux micro-régions. La partie supérieure de la vallée s'étend autour de la petite ville de Vučje (qui n'est pas située sur la rivière elle-même) tandis que la basse vallée a comme centre la ville de Leskovac.
À son entrée dans la région, la Veternica s'éloigne de la Jablanica. Elle passe dans les villages de Vina, Bukova Glava, Miroševce, Žabljane, Beli Potok et Strojkovce.
Dans le secteur de Leskovac, la rivière s'oriente vers le nord et reçoit à sa gauche les eaux de la Sušica, avant d'atteindre la ville de Leskovac. Dans sa course vers le nord, elle est reliée à la Jablanica par un canal à hauteur du village de Bogojevce, puis elle se jette dans la Južna Morava.